# Elektronisches Logbuch
Ein elektronisches Logbuch ist ein Datenaufzeichnungsgerät (Datenlogger) für Schiffspositionen auf Handels- und Fischereischiffen.

## Technik
Ein elektronisches Logbuch funktioniert ähnlich dem Prinzip eines Flugschreibers. Meist wird die an Bord befindliche VMS-Anlage (Schiffsüberwachungssystem) für die Positionsbestimmung genutzt. VMS-Anlagen der Marke Mini-C können mit einer sogenannten Info-Box versehen werden, um die Daten des elektronischen Logbuches übertragen zu können.
Eine andere Variante ist die Installation einer sogenannten Blue Box. Diese sendet automatisch die Daten via Satellit an das Überwachungszentrum.

## Elektronische Logbücher in der gemeinsamen EU-Fischereipolitik
Um die Einhaltung der Fangquoten kontrollieren zu können, wurde auf EU-Ebene ein Gesetz verabschiedet, das Fischereifahrzeugen über 15 Metern Länge ein elektronisches Logbuch vorschreibt. Seit 1998 müssen Fischereifahrzeuge mit einer Länge von mehr als 24 Metern mit einem Vessel Monitoring System ausgerüstet werden. In Deutschland werden die geloggten Daten per Internet an die Bundesanstalt für Landwirtschaft und Ernährung übermittelt.